# Nestor Burma
Pour les articles homonymes, voir Burma.
Cet article concerne le personnage de roman. Pour la bande dessinée, voir Nestor Burma (bande dessinée). Pour la série télévisée, voir Nestor Burma (série télévisée).
Nestor Burma est un détective privé de fiction, créé en 1942 par Léo Malet.
Selon Jean Tulard, « on peut le considérer comme le premier détective privé de la littérature policière française ». « Ce Gavroche monté en graine (selon l'expression de Boileau-Narcejac) entretient d'assez mauvais rapports avec la police officielle, toujours prête à le soupçonner des pires méfaits. Cynique, gouailleur, très désinvolte, il ne connaît pas toujours la réussite, mais ne laisse pas les dames indifférentes ».
La plupart de ses aventures ont pour cadre la ville de Paris, notamment dans les romans de la série des Nouveaux Mystères de Paris, dont le titre est un clin d'œil aux Mystères de Paris d'Eugène Sue et dont l'action se déroule à chaque fois dans un arrondissement différent.

## Sources d'inspiration du personnage
Selon Jean Tulard, Nestor Burma, « le détective qui met le mystère KO, est fort proche d'un Spade ou d'un Marlowe, version française ». Bien que Malet ait précisé qu'il ne connaissait que les romans de Dashiell Hammett, cette filiation entre le détective français et les privés américains s'explique par le ton des récits. Le discours critique, ironique et farci de sarcasmes de Nestor Burma à l'égard des institutions, des profiteurs, des nantis et de la société française du second après-guerre dans son ensemble, rejoint les propos acides, cyniques et désabusés des grands enquêteurs du roman noir américain. Cependant, Burma n'est pas un simple clone francisé de ses modèles, car Léo Malet a mis beaucoup de lui dans son héros qui emprunte à son créateur « son indépendance, son franc-parler, ses difficultés financières et sa pipe à tête de taureau ». C'est pourquoi « Nestor Burma occupe une place privilégiée dans l'œuvre de Léo Malet : ce que ce dernier a vécu, il l'a transmis à son héros ; ce qu'il n'a pu ou osé vivre, il le lui a également accordé, faisant de ce personnage son véritable double ». Même s'il a voulu rendre le personnage antipathique « par haine imbécile du flic » car, dit-il, « je n'ai jamais été très flicophile et je voulais faire un personnage vraiment dégueulasse », Léo Malet reconnaît n'y être pas arrivé : « comme sans le vouloir, j'ai dû y mettre un peu de moi-même, il a paru quand même plus sympathique que je n'aurai cru ».
Malet a révélé qu'il a trouvé le nom de son personnage en lisant Le Mystérieux Docteur Fu-Manchu de Sax Rohmer dans le texte original anglais. Dès les premières lignes, un soir, à Londres, on sonne à la porte du docteur Petri, qui va ouvrir. Sur le seuil, un « homme bien charpenté, engoncé par un pardessus […]. Smith, s'écrie Petri, Nayland Smith de Burma ». Reste le prénom, Nestor. Malet commente l'avoir choisi parce que « cela claquait et faisait un tantinet baraque foraine ». Il explique : « J'ai appris plus tard que ce mot venait du grec « noir » ou « celui qui se souvient »… Enfin, comme son homonyme le roi de Pylos (et tant qu'on y est, Pylos est l'anagramme approximatif de Police), mon héros est enclin aux longs discours. C'est ce que Breton eût appelé : le hasard objectif ».
Les critiques et romanciers Boileau-Narcejac ont écrit : « Burma est un personnage inoubliable, c'est Gavroche monté en graine, transformé en privé impécunieux [...], se battant souvent non pour l'honneur, mais pour une certaine dignité de l'homme. »

## Biographie de fiction
Nestor Burma a de nombreux traits en commun avec son créateur, Léo Malet : il « a été anarchiste (Brouillard au pont de Tolbiac), prisonnier dans un stalag (120, rue de la Gare) et flâneur dans Paris. Comme Malet, Burma est adepte du calembour et de la contrepèterie, et il aime taquiner les jolies filles ». Le héros est donc bien français et sa singularité s'explique par les événements qui ont marqué son existence, par l'affection ludique qu'il accole aux jeux de mots et par son attitude gouailleuse à l'égard des femmes. Mais c'est également, comme tout héros du roman noir, « un homme d'action, un dur à cuire, qui n'hésite pas à faire usage, chevaleresquement ou non, de ses poings. Il connaît bien les vies diurnes et nocturnes de la capitale, et quelques milieux interlopes, profession oblige, [tout comme] les faits divers criminels qui ont défrayé sa chronique ». Il a aussi une tête dure, et c'est tant mieux, puisqu'il ne se passe pas une enquête digne de ce nom sans qu'il se fasse matraquer, de préférence sur l'occiput, au point d'être encore un peu sonné à son réveil. Ajoutez à cela des nerfs d'acier, au demeurant fort utiles quand, comme lui, on est un détective qui a le chic d'avoir découvert au cours de sa carrière une quantité alarmante de cadavres.
À l'occasion de certaines de ses enquêtes, le détective, qui en est à la fois le héros et le narrateur, dévoile au lecteur quelques bribes de son passé (largement inspiré de celui de son créateur), notamment dans Brouillard au pont de Tolbiac. « Burma, né le 7 mars 1909, rue du Bassin, à Celleneuve, un faubourg de Montpellier », est élevé par Omer Burma, son grand-père paternel. Il monte à Paris alors qu'il est encore adolescent, dans la seconde moitié des années 1920. En 1926, il est emprisonné à la Petite-Roquette. De 1927 à 1929, il fréquente les milieux anarchistes. Avant de devenir détective privé, il survit en exerçant divers petits emplois, dont celui de figurant pour le cinéma, ainsi qu'il l'explique dans Corrida aux Champs-Élysées. Burma vend aussi des journaux et « loge au foyer végétarien de la rue de Tolbiac. Avant guerre, il s'établit détective un peu comme il se serait installé poète. Mais il faut l'argent prélevé dans le portefeuille d'un acteur assassiné (que Burma était censé protéger), ajouté à celui donné par son assassin, pour permettre à l'Agence Fiat Lux d'ouvrir ses portes ».
Nestor Burma exerce, « toujours aux limites de la morale communément admise », dans son agence Fiat Lux, située rue des Petits-Champs, qui est « parmi celles où l’on rencontre les plus jolies femmes de Paris ». Son domicile se trouve rue de Mogador, « entre le théâtre Mogador et une boutique de lingerie féminine ». Il a une secrétaire, Hélène Chatelain, « qu'on dit avoir été inspirée à Malet par sa maîtresse », ainsi que deux collaborateurs, Roger Zavatter et Louis Reboul, qui est manchot. Tous trois l'assistent, à l'occasion, au cours de ses enquêtes. Il bénéficie également de l'aide ponctuelle de ses amis : Marc Covet, le « journaliste-éponge » du Crépuscule, surnommé ainsi en raison de son penchant pour l'alcool, et le commissaire Florimond Faroux, chef de la Section centrale criminelle à la Police Judiciaire, lequel s'agace souvent de trouver Nestor Burma mêlé aux affaires les plus invraisemblables et les plus sanglantes dont le fonctionnaire est amené à s'occuper, mais qui n'hésite pas à se porter garant du détective auprès de ses collègues de la police quand des soupçons pèsent sur Burma. « C'est à Perry Mason, l'avocat cher à E. S. Gardner, qu'aurait songé Léo Malet en créant l'entourage de Burma ». Si, dans la grande majorité des cas, c'est aux truands et aux malfrats que Burma a affaire, « dans les récits de ses enquêtes, il n'a jamais recours à ce fameux romantisme de la pègre qui fut un temps à l'honneur dans le roman noir français des années 1950. Un lucide, Burma, qui n'aura pas succombé aux mythologies frelatées de son époque ».

## SérieNestor Burma
La publication de la série des aventures de Nestor Burma ne suit pas l'ordre chronologique de ses aventures. Ainsi, la date de parution (1943) de 120, rue de la Gare est à peu près contemporaine de l'action de ce premier roman. Mais trois romans publiés ultérieurement reviennent sur des enquêtes antérieures du détective : Gros plan du macchabée (1949), qui raconte la première enquête de Burma, Nestor Burma et le Monstre (1946) et L'Homme au sang bleu (1945). En outre, Les Neiges de Montmartre (1974), premier chapitre d'un roman inachevé de la série des Nouveaux Mystères de Paris, se penche sur une toute première enquête, alors que le héros n'a que seize ans.
Le cycle des Nouveaux Mystères de Paris forme le cœur et le fleuron du cycle des aventures de Nestor Burma. Léo Malet caressait le projet, qui fut accepté par les éditions Robert Laffont, d'une enquête policière par arrondissement parisien. Cinq des vingt arrondissements de Paris n'ont pas servi de cadre à un roman : les 7e, 11e, 18e, 19e et 20e. Pour le 18e arrondissement, Malet a tout de même laissé en contrepartie la nouvelle intitulée Les Neiges de Montmartre (1974).

### Romans
- 120, rue de la Gare (1943)
- Nestor Burma contre C.Q.F.D. (1945)
- L'Homme au sang bleu (1945)
- Nestor Burma et le Monstre (1946)
- Le Cinquième Procédé (1948)
- Gros plan du macchabée (1949)
- Hélène en danger (1949), court roman paru à la suite de Gros plan du macchabée
- Les Paletots sans manches (1949)
- Nestor Burma en direct (1967) (Titre initial : 6/35 contre 819, lors de la parution en feuilleton d'une première version dans Télé 7 jours en 1962)
- Nestor Burma revient au bercail (1967)
- Drôle d'épreuve pour Nestor Burma (1968)
- Un croque-mort nommé Nestor (1969)
- Nestor Burma dans l'île (1970)
- Nestor Burma court la poupée (1971), version réécrite et définitive du roman Coliques de plomb (1948)
- La Femme sans enfant (1981), début d'un roman inachevé
- Le Deuil en rouge (1981), roman inachevé

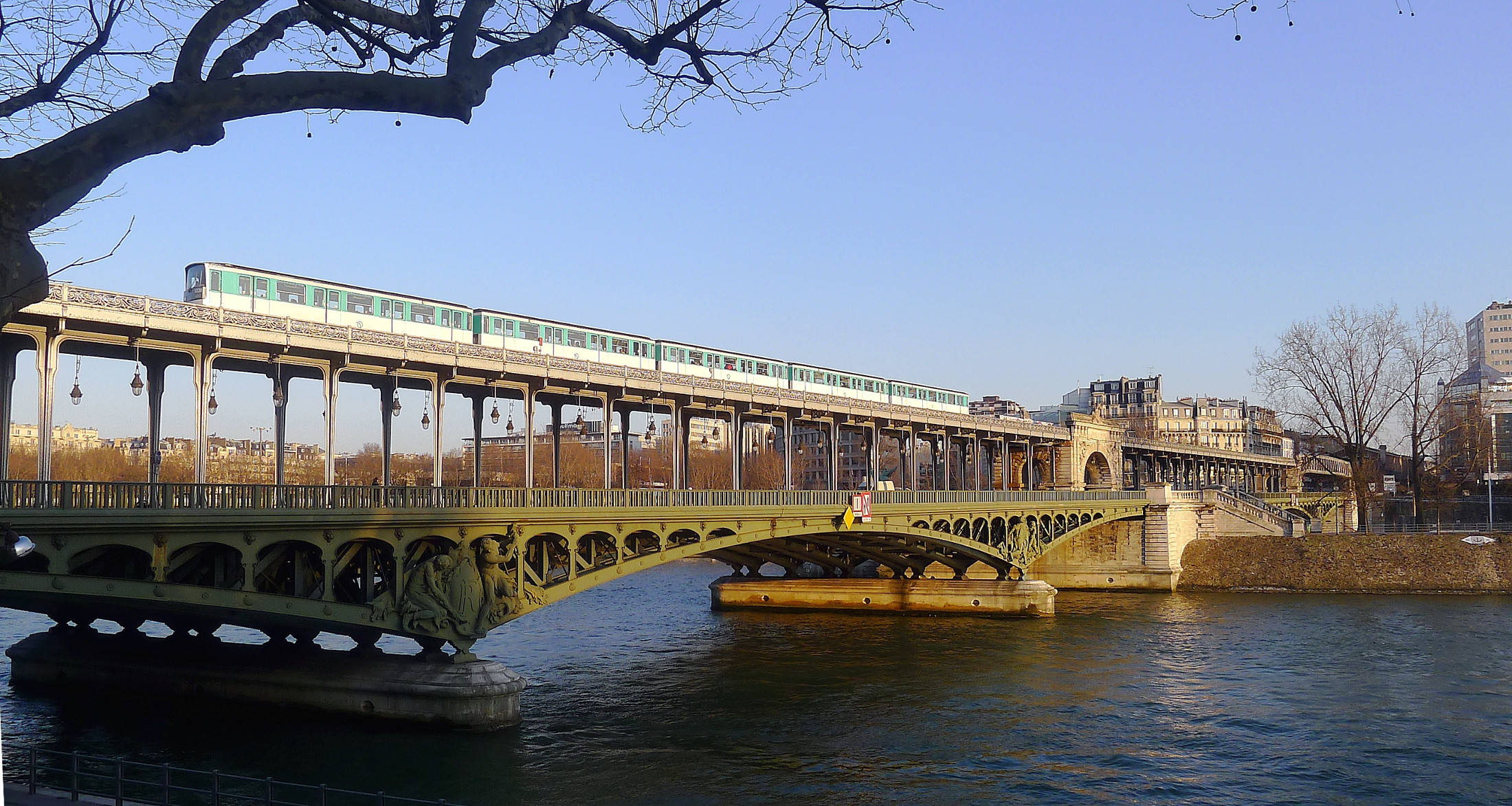
Pont de Bir-Hakeim où Léo Malet eut l'idée de la série Les Nouveaux Mystères de Paris

#### CycleLes Nouveaux Mystères de Paris
Tous les romans de cette série se déroulent à Paris
- Le soleil naît derrière le Louvre (1954), situé dans le 1er arrondissement.
- Des kilomètres de linceuls (1955), situé dans le 2e arrondissement.
- Fièvre au Marais (1955), (titre initial : L’Ours et la Culotte), situé dans le 3e arrondissement.
- La Nuit de Saint-Germain-des-Prés (1955), (titre initial : Le sapin pousse dans les caves), situé dans le 6e arrondissement.
- Les Rats de Montsouris (1955), situé dans le 14e arrondissement.
- M’as-tu vu en cadavre ? (1956), situé dans le 10e arrondissement.
- Corrida aux Champs-Élysées (1956), situé dans le 8e arrondissement.
- Pas de bavards à la Muette (1956), situé dans le 16e arrondissement.
- Brouillard au pont de Tolbiac (1956), situé dans le 13e arrondissement.
- Les Eaux troubles de Javel (1957), situé dans le 15e arrondissement.
- Boulevard… ossements[20] (1957), situé dans le 9e arrondissement.
- Casse-pipe à la Nation (1957), situé dans le 12e arrondissement.
- Micmac moche au Boul' Mich' (1957), situé dans le 5e arrondissement.
- Du rébecca rue des Rosiers (1958), situé dans le 4e arrondissement.
- L'Envahissant Cadavre de la plaine Monceau (1959), situé dans le 17e arrondissement.

### Nouvelles
- Solution au cimetière (1946)
- Pas de veine avec le pendu (1952)[21] (Titre initial : Entreprise de transport)
- Faux Frère (1955)
- Lettre à Maurice Renault (1970)[22]
- Les Neiges de Montmartre (1974)[23], premier chapitre, présenté sous forme de nouvelle, du roman inachevé dévolu au 18e arrondissement de Paris du cycle des Nouveaux Mystères de Paris (Titre initial : L'Année folle de Nestor Burma : autre titre : Les Anars de la butte)
- Poste restante (1983)
- Nestor Burma intervient (1985), chapitre XXII du Roman des 40, ouvrage collectif, Le Figaro, 7 août 1985.

### Scénario
- La Nuit d'Austerlitz, scénario original écrit par Léo Malet et Stellio Lorenzi pour le téléfilm de 1954 (voir ci-dessous). Le texte apparaît dans le tome II de l'intégrale du cycle Nestor Burma (2006) dans la collection « Bouquins » aux Éditions Robert Laffont.

### Pièce radiophonique
- Détective privé (1954) (en collaboration avec Thomas Narcejac)

### Chanson
- Chanson de Nestor Burma, écrite vers 1954-1955, texte publié en 1974, mise en musique, interprétée et enregistré par Gérard Dôle sur disque 45 tours, aux Éditions de Minuit moins cinq, en 1982.

## Adaptations
Certains des romans ayant Nestor Burma pour héros ont été adaptés en films ou téléfilms à plusieurs reprises, ainsi qu'en bande dessinée par Jacques Tardi.

### Au cinéma
Au cinéma, Nestor Burma est interprété par René Dary, Michel Galabru et Michel Serrault. Léo Malet n'apprécia pas Michel Galabru dans le rôle de son détective : « Galabru est un bon acteur mais ce n'est pas le personnage. » Il aurait plutôt vu dans le rôle tout d'abord Charles Vanel, puis Yves Montand. Et Jean Tulard estime que « l'erreur fondamentale  des auteurs d'adaptations cinématographiques de ses aventures fut de faire appel à Galabru ou à Serrault, excellents acteurs par ailleurs mais qui donnèrent du rôle une interprétation trop chargée. Le premier titulaire, René Dary, était le plus vraisemblable : simple, direct, sympathique mais forte tête ».
- 1946 : 120, rue de la Gare, film français réalisé par Jacques Daniel-Norman, avec René Dary (Nestor Burma).
- 1976 : La Nuit de Saint-Germain-des-Prés, film français réalisé par Bob Swaim, avec Michel Galabru (Nestor Burma).
- 1981 : Nestor Burma, détective de choc, film français réalisé par Jean-Luc Miesch, avec Michel Serrault (Nestor Burma).

### À la télévision

#### Téléfilms
- 1954 : La Nuit d'Austerlitz[25], téléfilm français réalisé par Stellio Lorenzi, avec Daniel Sorano (Nestor Burma).
- 1988 : Les Rats de Montsouris, téléfilm français réalisé par Maurice Frydland, avec Gérard Desarthe (Nestor Burma).

#### Série télévisée
Depuis les années 1990, Nestor Burma est également connu grâce à la série télévisée du même nom, dans laquelle il est incarné par Guy Marchand circulant au volant d'une Peugeot 504 cabriolet série 1 bleu marine. Cette adaptation transpose l'action des Nouveaux Mystères de Paris dans les années 1990.  Si elle ne suit pas à la lettre les intrigues car c'est une adaptation de l'oeuvre, la série rend cependant bien l'atmosphère des Nouveaux Mystères et, avec un certain décalage, le personnage de Burma. La série est composée de huit saisons.
Il est à noter que Guy Marchand avait déjà interprété le personnage du journaliste de Marc Covet, dans Nestor Burma, détective de choc (1982).
- 1991–2003 : Nestor Burma, avec Guy Marchand dans le rôle de Nestor Burma.

### En bande dessinée
- Série Nestor Burma (1982-), illustrations et adaptations de Jacques Tardi, Emmanuel Moynot et Nicolas Barral, Casterman.

### Au théâtre
- Nestor Burma, détective de choc, d'après la nouvelle La Solution au cimetière, mise en scène Philippe Labonne, avec Adrien Ledoux dans le rôle de Nestor Burma, théâtre des Lucioles, Festival d'Avignon 2006

### À la radio
- Entreprise de transport (premier titre de Pas de veine avec le pendu). Adaptation de Francis Lacassin, France Culture, 22 et 23 août 1985. Écouter en ligne.

## Pastiches

### Romans

#### Une couronne au palmarès, de Maurice-Bernard Endrèbe
Dans Une couronne au palmarès (1958), de Maurice-Bernard Endrèbe, la détective Elvire Prentice bénéficie de l'aide de Nestor Burma.

#### La Saga des brouillards, trilogie parisienne, de Patrick Pécherot
La trilogie parisienne de Patrick Pécherot, publiée dans la collection Série Noire (Gallimard), Les Brouillards de la Butte, Belleville-Barcelone et Boulevard des branques, a pour personnage principal « Nestor dit Pipette » (parce qu'il fume une pipe à tête de taureau). Dans le premier ouvrage, l'auteur reprend l'action exactement là où Léo Malet l'avait laissée dans son roman inachevé Les Neiges de Montmartre (il y croisera notamment André Breton) ; dans le troisième, il sera finalement fait prisonnier par les Allemands et partira pour un stalag. Patrick Pécherot y a très bien restitué la langue et le style de Léo Malet.
- La Saga des brouillards : trilogie parisienne par Patrick Pécherot, Paris, Gallimard, coll. « Folio policier », 10/2014, 668 p.  (ISBN 978-2-07-046143-1)

#### SérieLes Futurs Mystères de Paris, de Roland C. Wagner
Roland C. Wagner a écrit une série de romans et nouvelles Les Futurs Mystères de Paris, mettant en scène "Temple Sacré de l'Aube Radieuse", dit Tem, un détective privé adepte de Nestor Burma.
- Les Futurs Mystères de Paris : l'intégrale (vol. 1) / illustrations intérieures de Philippe Caza, Nantes, Atalante, 2015, 1246 p.  (ISBN 978-2-84172-707-0)
- Les Futurs Mystères de Paris : l'intégrale (vol. 2) / illustrations intérieures de Caza, Nantes, Atalante, 2015, 1118 p.  (ISBN 978-2-84172-708-7)

#### CollectionLes Nouvelles Enquêtes de Nestor Burma
French Pulp Éditions, avec l'autorisation du fils de Léo Malet, Jacques Malet, relance en 2018 le personnage de Nestor Burma dans une collection de romans dirigée par Jérôme Leroy. Chaque écrivain imagine une nouvelle enquête de Nestor Burma dans les arrondissements de Paris non traités par Léo Malet, et dans les grandes capitales européennes du XXIe siècle :
- Les Loups de Belleville (Paris XXe) / Serguei Dounovetz. Paris : French Pulp Éditions, 01/2018  (ISBN 979-10-251-0306-7)
- Terminus Nord (Paris Xe) / Jérôme Leroy. Paris : French Pulp Éditions, 04/2018  (ISBN 979-10-251-0321-0)
- Les Belles de Grenelle (Paris XVe) / Michel Quint. Paris : French Pulp Éditions, 11/2018  (ISBN 979-10-251-0366-1)
- Crimes dans les Marolles (Bruxelles) / Nadine Monfils. Paris : French Pulp Éditions, 02/2019  (ISBN 979-10-251-0465-1)
- Les Carats de l'Opéra / Jacques Saussey. Paris : French Pulp Éditions, 05/2019  (ISBN 9791025104736)

### Nouvelles
- Bonne et Heureuse[29] par Thomas Narcejac (1952)
- Le Gang des voleurs de bijoux[30] par Ralph Messac (1952)
- On bute à Montmartre[31] par René Réouven (1991)